# Zoran Klemenčič
Zoran Klemenčič (Lubiana, 28 aprile 1976) è un ex ciclista su strada sloveno con caratteristiche di velocista, campione europeo in linea Under-23 nel 1998 e professionista dal 1999 al 2006.

## Carriera
Si mette in mostra tra i dilettanti, e nel 1998 si laurea campione europeo su strada nella categoria Under-23 a Uppsala. L'anno successivo ottiene il passaggio al professionismo nelle file della Vini Caldirola-Sidermec. Per le sue caratteristiche riesce a mettersi in evidenza soprattutto in piccole corse a tappe e, quando ne ha l'occasione, nelle tappe per velocisti dei Grandi Giri, riuscendo a conquistare piazzamenti Top 10 in Giro d'Italia, Tour de France e Vuelta a España.
Ottiene il risultato più prestigioso della sua carriera nella prova in linea dei campionati del mondo 2002 di Zolder, tagliando il traguardo immediatamente dietro al suo compagno di squadra Andrej Hauptman. Dopo aver corso per tre anni nella Tenax, nel 2006 si trasferisce all'Adria Mobil, una piccola squadra Continental del suo paese, per concludere la carriera.

## Palmarès
- 1996 (Under 23)

7ª tappa Giro di Slovenia
- 1998 (Under 23)

Campionati europei, Prova in linea Under-23
3ª tappa Settimana Ciclistica Bergamasca
8ª tappa Giro di Jugoslavia
- 2001

Trophy Riviera 2
Classifica generale Jadranska Magistrala
3ª tappa Tre Giorni di La Panne
- 2004

Prologo Jadranska Magistrala
3ª tappa Jadranska Magistrala

## Piazzamenti

### Grandi Giri
- Giro d'Italia

2001: ritirato (13ª tappa)
2002: non partito (17ª tappa)
2004: non partito (14ª tappa)
- Tour de France

2000: ritirato (10ª tappa)
- Vuelta a España

2002: ritirato (15ª tappa)

### Classiche monumento
- Milano-Sanremo

2001: 156º
- Giro delle Fiandre

2000: ritirato
2001: ritirato
- Parigi-Roubaix

1999: ritirato
2001: ritirato

### Competizioni mondiali
- Campionati del mondo

Zolder 2002 - In linea Elite: 5º